# Nakolannik

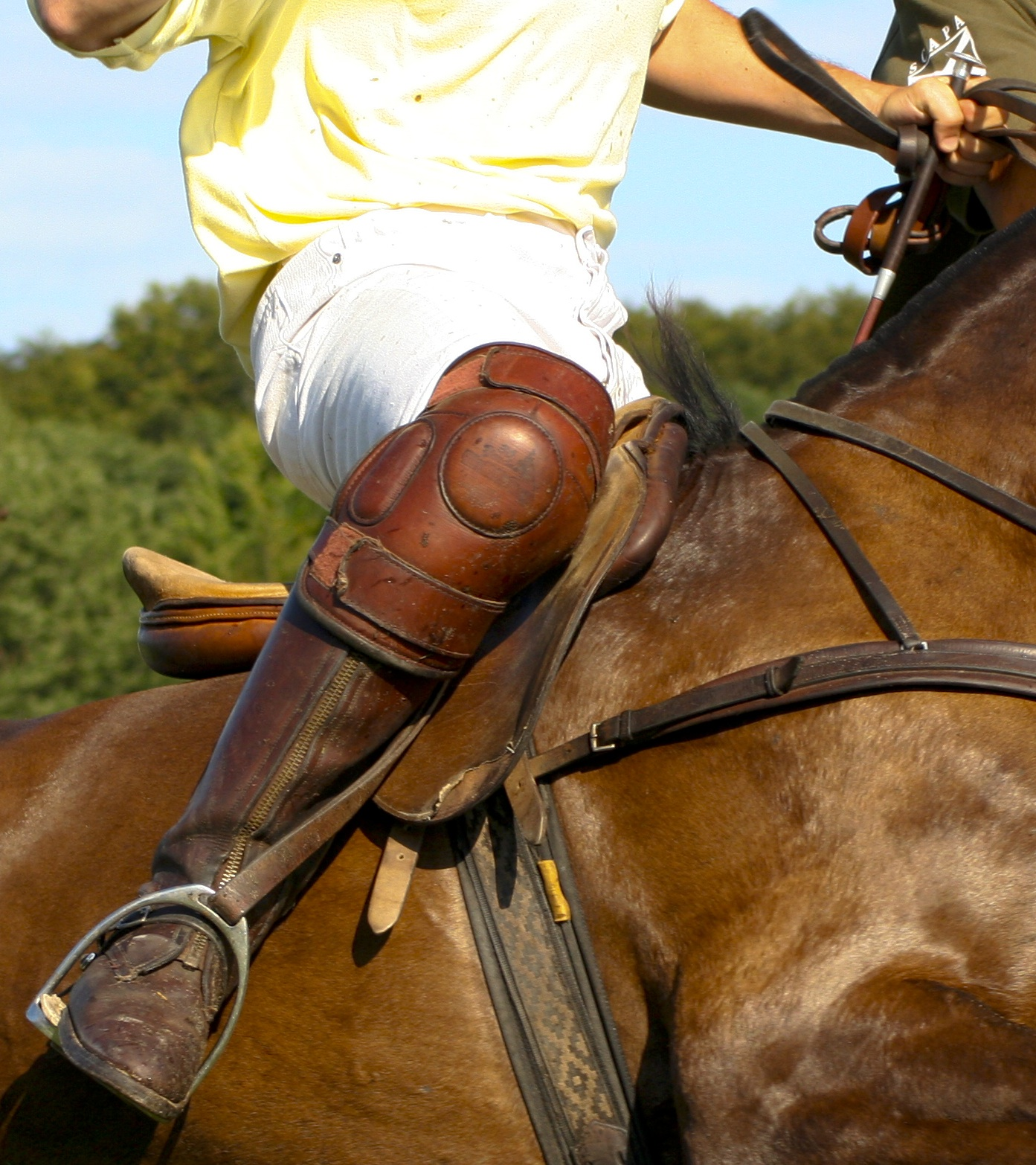
Gracz w polo

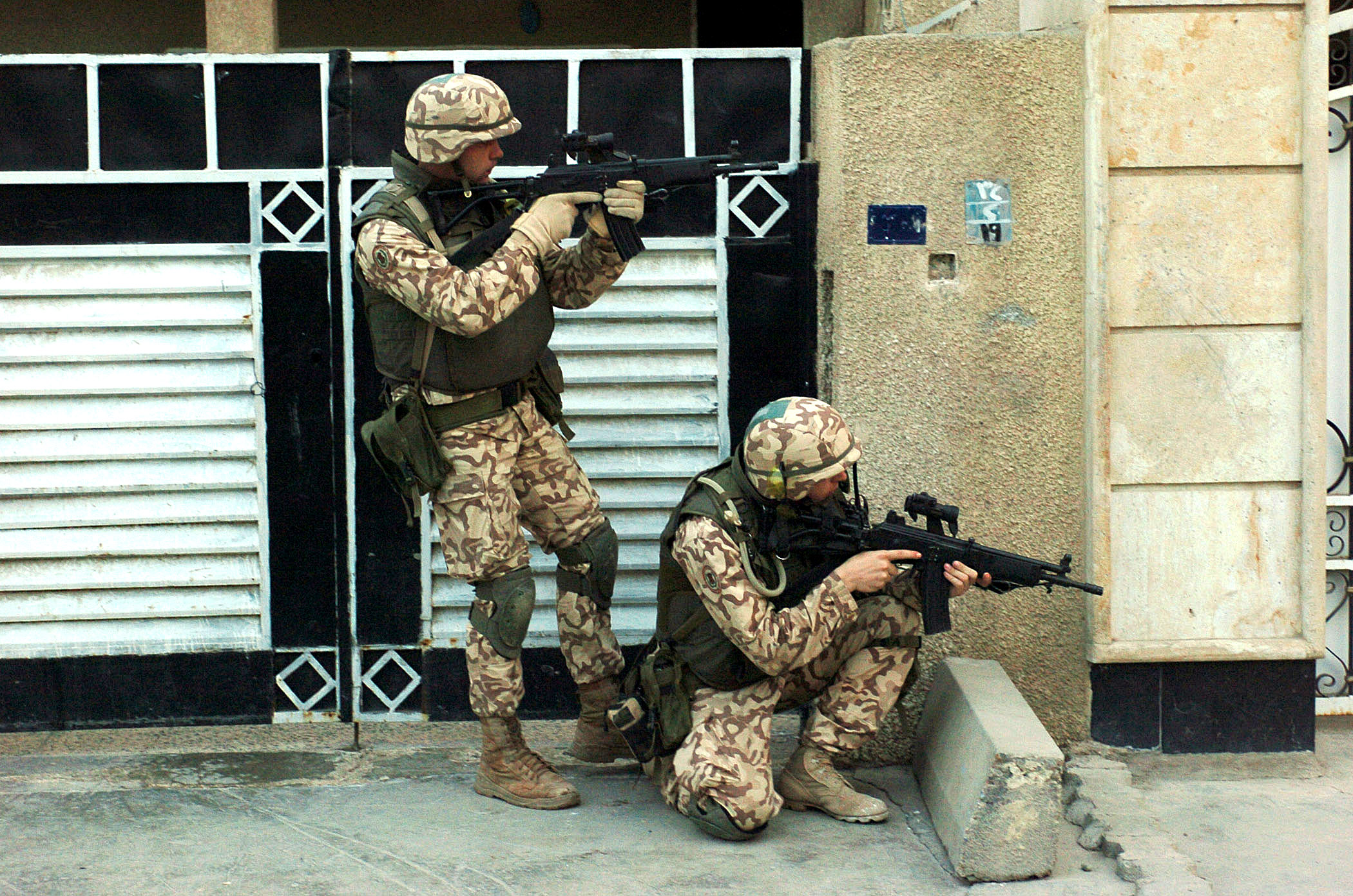
Estońscy żołnierze w nakolannikach

Nakolannik – rodzaj ochraniacza na kolana, używanego w niektórych dyscyplinach sportu lub podczas pracy wykonywanej w pozycji klęczącej. Wykorzystywany jest również wszędzie tam, gdzie występuje bezpośrednie niebezpieczeństwo uszkodzenia bądź kontuzji kolan.
Nakolannik wykonany jest najczęściej ze skóry lub materiału o dużej wytrzymałości, z miękką wyściółką od środka, aby użytkownik nie odczuwał dyskomfortu.

## W sporcie
W sporcie jest używany zarówno przez amatorów korzystających rekreacyjnie m.in. z rowerów, deskorolek, desek, łyżworolek czy wrotek, jak również przez sportowców zawodowych i wyczynowych. Z nakolanników korzystają najczęściej sportowcy w takich dyscyplinach jak: snowboard, hokej, siatkówka, piłka ręczna, kolarstwo górskie, taniec, wspinaczka skalna, futbol amerykański czy polo.

## W pracy
Nakolanniki stosują również pracownicy, których praca wymusza pozycję klęczącą, chroniąc kolana np. od zimna lub wilgoci. Jest używany m.in. w ogrodnictwie, przy układaniu kostki brukowej oraz przy układaniu parkietu lub paneli podłogowych. W tej dziedzinie służy do zwiększenia komfortu pracy i zapobiega otarciom i odparzeniom skóry. Nakolanniki przeznaczone są do prac w pozycji klęczącej, muszą spełniać wymagania zawarte w normie PN-EN 14404

## Militaria i Ratownictwo
Dawniej funkcjonował jako element zbroi (zob. nakolanek/nakolannik)
Stosowany jest przez jednostki specjalne zarówno wojskowe, jak też policyjne, służby ratunkowe szczególnie takie jak GOPR czy TOPR.
Istnieją też ochraniacze na inne części ciała, spełniające podobną funkcję, a są to: nakostnik, nałokietnik, naparstnik czy naramiennik.

## Inne zastosowanie
- nakolanniki dla dzieci do raczkowania

## Zobacz także
- orteza stawu kolanowego (stabilizator kolana)